# Орловка (станция, Волгоградская область)
Орло́вка — железнодорожная станция (населённый пункт) в Городищенском районе Волгоградской области России. Входит в состав Орловского сельского поселения.

## География
Населённый пункт находится в южной части Волгоградской области, в степной зоне, на расстоянии примерно 4 километров (по прямой) к северо-востоку от посёлка Городище, административного центра района. Абсолютная высота — 101 метр над уровнем моря.
Часовой пояс
Железнодорожная станция Орловка, как и вся Волгоградская область, находится в часовой зоне МСК (московское время). Смещение применяемого времени относительно UTC составляет +3:00.

## Население
| 2010 |
| ---- |
| 102  |

Гендерный состав
По данным Всероссийской переписи населения 2010 года в гендерной структуре населения мужчины составляли 52 %, женщины — соответственно 48 %.
Национальный состав
Согласно результатам переписи 2002 года, в национальной структуре населения русские составляли 84 %.

## Улицы
Уличная сеть Орловки состоит из двух улиц (ул. Железнодорожная и ул. Садовая).